# ルッターベルクの戦い (1762年)
ルッターベルクの戦い（ルッターベルクのたたかい、ドイツ語: Schlacht bei Lutterberg）は七年戦争中の1762年7月23日、ルッターベルク付近で行われた戦闘。1758年にも同じ場所で戦闘があったので、第二次ルッターベルクの戦い（だいにじルッターベルクのたたかい、ドイツ語: Zweite Schlacht bei Lutterberg）とも呼ばれる。フランツ・クサーヴァー・フォン・ザクセン率いるフランスとザクセンの連合軍がフェルディナント・フォン・ブラウンシュヴァイク＝ヴォルフェンビュッテル元帥率いるイギリス、ハノーファー、ヘッセン＝カッセルの連合軍と戦った。

## 経過
ザクセン軍とフランス軍はフルダ川右岸で野営していた。フルダ川左岸で集結したヘッセン＝カッセルとハノーファーの連合軍は午前3時に奇襲攻撃を仕掛け、川越しで激しい砲撃戦をはじめた。ヴァーンハウゼン、クニックハーゲン、ヴィルヘルムスハウゼン、ボナフォルスの交差点にある洗い越しでも激戦がおきたが、正午にはヘッセン＝カッセルとハノーファー軍の勝利で決着し、フランス軍はゲッティンゲンとミュンデンに撤退した。
両軍の死傷者は合計2,500人であった。